# ليديان جاكسون إيمرسون
كانت ليديان جاكسون إيمرسون (الاسم قبل الزواج: ليديان إيمرسون) (20 سبتمبر 1802-13 نوفمبر 1892) الزوجة الثانية لكاتب المقالات، والمحاضر، والشاعر، وزعيم حركة الفلسفة المتعالية في القرن التاسع عشر، رالف والدو إيمرسون، وأم لأطفاله الأربعة. كانت امرأة مثقفة، وشاركت في العديد من القضايا الاجتماعية في عصرها، ودعت إلى إلغاء العبودية، وحقوق المرأة والأمريكيين الأصليين ورعاية الحيوانات، ونظمت حملة لزوجها الشهير لاتخاذ موقف عام بشأن القضايا التي تؤمن بها.

## سيرة شخصية

### بداية حياتها
وُلِدَت ليديا جاكسون في 20 سبتمبر 1802، وكانت الطفل الخامس لتشارلز جاكسون ولوسي جاكسون (الاسم قبل الزواج: لوسي كوتون). نشأت في ظروف تقشفية، وأصبحت يتيمة في السادسة عشرة من عمرها بعد وفاة والديها واثنين من أشقائها، فأُرسِلت للعيش مع أقاربها. أصيبت بالحمى القرمزية في سن التاسعة عشرة، والتي اعتُبِرَت سببًا لتدهور حالتها الصحية طوال حياتها، وقيل أيضًا إن رأسها «لم تبرد حرارته أبدًا». عانت من مشاكل الجهاز الهضمي المزمنة، إلى جانب آلام في منطقتي المعدة والشرسوفي، فامتنعت عن تناول الطعام لدرجة أنها أصبحت نحيفة للغاية، وقضت فترة من حياتها وهي تتغذى على جرعات من الكالوميل، وهو مستحضر شائع الاستخدام يحتوي على الزئبق معروف الآن بأنه ضار بالصحة. لم تتخلص ليديا من مشاكل طفولتها طوال حياتها.

### المعتقدات
يصف فرانكلين بنجامين سانبورن في سيرته الذاتية عمة إيمرسون، ماري مودي إيمرسون، وهي تحيي السيدة إيمرسون الجديدة قائلة: «أنتِ تعلمين يا عزيزتي بأننا نعرف أنك بيننا، ولكنك لست منا». تشرح إلين إيمرسون، ابنة ليديا إيمرسون، أن والدتها شعرت دائمًا أن موطنها هو بليموث؛ وأنها لم تختلط كثيرًا بالحياة في كونكورد، ولم تشارك تمامًا فلسفة زوجها، التي تعارضت مع العقيدة الصارمة للتربية التي أدت ظروف حياتها إلى تراجعها عنها. يرى سانبورن أن «السيدة إيمرسون احتلت مكانة دينية في منتصف الخط الواصل بين الكالفينية الكئيبة الباهتة لماري إيمرسون، والإيمان البديهي المثالي لابن أخيها».